# Coppa Intercontinentale 2012 (calcio a 5)
La Coppa Intercontinentale 2012 (in lingua inglese 2012 Intercontinental Futsal Cup FIFA) è stata la 7ª edizione della competizione ufficialmente riconosciuta dalla FIFA, di calcio a 5 per squadre maschili di club. Tutte le gare sono state disputate presso il Centro Municipal de Eventos Sérgio Luiz Guerra di Carlos Barbosa, in Brasile. La competizione si è svolta dal 28 giugno al 30 giugno 2012.
A conquistare il trofeo è stata la squadra di casa del Carlos Barbosa, che interrompe così la serie di cinque successi di fila dell'Inter Fútbol Sala e conquista per la seconda volta la Coppa Intercontinentale.

## Formula
Il torneo prevede un girone da quattro squadre, con formula "all'italiana", ossia partite in gara unica.

## Squadre partecipanti
| Squadra        | Confederazione | Qualificata in quanto                         | Ultima partecipazione        |
| -------------- | -------------- | --------------------------------------------- | ---------------------------- |
| Inter          | UEFA           | Vincitrice della Coppa Intercontinentale 2011 | Coppa Intercontinentale 2011 |
| Montesilvano   | UEFA           | Vincitrice della Coppa UEFA 2010-11           | Esordiente                   |
| Carlos Barbosa | CONMEBOL       | Vincitrice della Coppa Libertadores 2011      | 2011                         |
| Boca Juniors   | CONMEBOL       | Invitati dopo la rinuncia dei campioni d'Asia | 1997                         |

## Risultati
| Arbitri: | Daniel Rodriguez Fernando Rios |

|                                                    |           |                |
| Flávio 1’, 8'10’’ Jonathan 16'13’’ Rodrigo 39'27’’ | Marcatori | 23'44’’ Farina |

| Arbitri: | Sandro Stein Brechane Michel Jean Bonnaud |

|                                                          |           |                                          |
| Eka 1'20’’, 37'41’’, 39'35’’ Hugo 12'19’’ Lucuix 38'58’’ | Marcatori | 24'13’’ (aut.) Genário 24'54’’ Cuzzolino |

| Arbitri: | Oscar Ortiz Marcelo Bais |

|                                                          |           |                 |
| Rodrigo 2'39’’, 23'23’’ Sinoê 32'16’’ Thiaguinho 37'03’’ | Marcatori | 32'46’’ Borruto |

| Arbitri: | Fernando Rios Daniel Rodriguez |

|                                                                        |           |  |
| Ortiz 4'25’’ Bateria 6'32’’ Genário 15'05’’ Betão 31'33’’ Hugo 33'09’’ | Marcatori |  |

| Carlos Barbosa 30 giugno 2012, ore 19:00 UTC-3 Incontro 5 | Boca Juniors | 1 – 0 (0-0) | Montesilvano | C.M.E. "Sérgio Luiz Guerra" |
| \| \| \| \| \| Taffarel 29'38’’ \| Marcatori \| \|        |              |             |              |                             |
|                                                           |              |             |              |                             |
| Taffarel 29'38’’                                          | Marcatori    |             |              |                             |

| Carlos Barbosa 30 giugno 2012, ore 21:00 UTC-3 Incontro 6                                                | Carlos Barbosa | 4 – 1 (3-1)   | Inter | C.M.E. "Sérgio Luiz Guerra" |
| \| \| \| \| \| Thiaguinho 1'46’’ Rodrigo 2'24’’, 30'45’’ Poletto 6'40’’ \| Marcatori \| 13'33’’ Ortiz \| |                |               |       |                             |
| |                |               |       |                             |
| Thiaguinho 1'46’’ Rodrigo 2'24’’, 30'45’’ Poletto 6'40’’                                                 | Marcatori      | 13'33’’ Ortiz |       |                             |

## Classifica finale
| Squadra        | Pti | PG | PV | PN | PP | GF | GS |
| -------------- | --- | -- | -- | -- | -- | -- | -- |
| Carlos Barbosa | 9   | 3  | 3  | 0  | 0  | 12 | 3  |
| Inter          | 6   | 3  | 2  | 0  | 1  | 11 | 6  |
| Boca Juniors   | 3   | 3  | 1  | 0  | 2  | 2  | 9  |
| Montesilvano   | 0   | 3  | 0  | 0  | 3  | 3  | 10 |